# نادي مولي بيتشر
نادي مولي بيتشر (بالإنجليزية: Molly Pitcher Club)‏ تأسست في عام 1922 كمنظمة لمكافحة حظر المرأة. وكانت حجتهم أن شرب المسكرات نفسه كان غير قانوني في تلك الحقبة، ولذا يجب على الحكومة ألا تتدخل مع الاختيارات الخاصة بالشخص، تم إنشاء المنظمة بواسطة مولي لويس غروس (M. Louise Gross).
مولي بيتشر (مولي القاذف) هو الاسم الذي أطلق على النساء الذين حملوا الماء إلى الرجال في جبهات القتال أثناء الثورة الأمريكية. وكان الهدف المعلن للمولي أباريق لمنع «أي ميل من جانب الحكومة الوطنية لدينا للتدخل في العادات الشخصية من الشعب الأمريكي باستثناء تلك العادات التي قد يمكن اعتباره مجرم».